# Натриев хипохлорит
Натриевият хипохлорит с химична формула NaClO е натриева сол на хипохлористата киселина HClO. В домашния бит е познат под името белина. Използва се в различни домакински препарати за почистване, дезинфекция на санитарни помещения и басейни, отстраняване на плесен, избелване на дрехи и други.
Корозивните свойства на съединението, широкото му разпространение и продуктите му на реакция го правят рисков фактор. Смесването на течна белина с други почистващи препарати, например киселини или амоняк, може да доведе до образуването на отровни газове.

## Получаване
В лабораторни условия натриевият хипохлорит се получава при пропускане на хлор през разтвор на натриева основа при невисоки температури по уравнението:
{\displaystyle \mathrm {2\ NaOH+Cl_{2}\longrightarrow NaCl+NaClO+H_{2}O} }
При по-високи температури (над 40 – 50 °C) на разтвора натриевият хипохлорит се разпада с образуване на натриев хлорид и натриев хлорат.
{\displaystyle \mathrm {3\ NaClO\longrightarrow 2\ NaCl+NaClO_{3}} }
В индустрията се получава при т.нар. хлоралкална електролиза, при електролиза на воден разтвор на натриев хлорид.
При това на катода се получава натриева основа, а на анода – хлор, които реагират по гореописаното уравнение.

## Свойства
Съединението е много силен окислител и влиза лесно в реакции с други вещества. В кристална форма то е нестабилно и не може да се съхранява дълго време. Водните разтвори са по-устойчиви (особено в алкална среда, при pH > 7). Дезинфекциращото и избелващото действие на натриевия хипохлорит се дължи на отделянето на атомен кислород [O], който разрушава органични съединения.
Съединението се разлага бавно, като между продуктите на разпада са кислород, хлор и хлорен диоксид, поради което се усеща слаба миризма на хлор. С киселини реагира бурно, като се отделя хлор. По тази причина не трябва да се смесват препарати на хипохлоритна основа (белина) с почистващи препарати съдържащи киселини (кислол – солна киселина). При реакция с вещества на амонячна основа (амоняк, амониеви соли, амини) могат да се получат хлорамини, които са токсични.